# Nekrolog 1481
Nekrolog
◄◄
| ◄
| 1477
| 1478
| 1479
| 1480
| 1481 | 1482 | 1483 | 1484 | 1485 | ► | ►►
Weitere Ereignisse | Allgemeiner Nekrolog 1481
Die Beschreibung der verstorbenen Person sollte so kurz wie möglich gehalten sein und nur deren signifikante Tätigkeit(en) enthalten.
Neue Namen ggf. auch unter dem Geburts- und Sterbedatum, also etwa unter 1. Januar und im Geburts- und Sterbejahr (2024) eintragen (nur bei entsprechender großer Wichtigkeit). Für Beispiele siehe die schon vorhandenen Artikel.
Außerdem über die fünf zuletzt Verstorbenen, zu denen es einen ausreichend guten Artikel für eine Präsentation auf der Hauptseite gibt, nach der todesbedingten Überarbeitung der Artikel ggf. auch unter Wikipedia Diskussion:Hauptseite informieren und sie am besten auch in den anderen Wikipedia-Sprachversionen eintragen. Tipp: Regelmäßig bei news.google.de nach „ist tot“, „gestorben“ oder „verstorben“ suchen.
Wenn eine Person gestorben ist, gibt es viele Seiten zu dieser Person in der Wikipedia, die davon auch betroffen sind und entsprechend aktualisiert werden müssen. Beispiele: Namenübersichtsseite, Geburtsjahr, Geburtsort-Seiten und viele mehr.
Wie finde ich die betroffenen Seiten?
Im Suchfeld auf der linken Seite gibt man den Suchbegriff so ein: „Vorname Nachname“. Dann klickt man auf Volltext und alle Seiten mit entsprechendem Suchtext werden aufgerufen. Hier sieht man dann schnell, wo auch das Todesjahr Sinn macht oder sogar ein Teil des Artikels angepasst werden muss. Auch hilft das „Werkzeug“ auf der linken Seite sehr gut, um solche Seiten aufzufinden: „Links auf diese Seite“. Somit ist die Wikipedia wieder aktuell in allen Bereichen! Hinweis: bei Eintragung der Kategorie „Gestorben JAHR“ wird der Missbrauchsfilter 49 ausgelöst, was jedoch nicht schlimm ist. Siehe: Spezial:Missbrauchsfilter/49
Dies ist eine Liste von im Jahr 1481 verstorbenen bekannten Persönlichkeiten. Die Einträge erfolgen innerhalb der einzelnen Daten alphabetisch sortiert. Tiere sind im Nekrolog für Tiere zu finden.

## Januar
| Tag        | Name                 | Beruf, bekannt als                         | Alter | Beleg |
| ---------- | -------------------- | ------------------------------------------ | ----- | ----- |
| 3. Januar  | Johannes von Dorsten | deutscher Theologe des späten Mittelalters |       |       |
| 6. Januar  | Akhmat Khan          | Khan der Goldenen Horde (1465–1481)        |       |       |
| 27. Januar | Nikolaus Wulf        | Bischof von Schleswig                      |       |       |

## Februar
| Tag         | Name                     | Beruf, bekannt als       | Alter | Beleg |
| ----------- | ------------------------ | ------------------------ | ----- | ----- |
| 7. Februar  | Giulio Antonio Acquaviva | italienischer Adliger    |       |       |
| 14. Februar | Antoine Dellieux         | französischer Kartäuser  |       |       |
| 22. Februar | Charles I. d’Amboise     | französischer Feudalherr |       |       |

## März
| Tag      | Name                     | Beruf, bekannt als                                            | Alter | Beleg |
| -------- | ------------------------ | ------------------------------------------------------------- | ----- | ----- |
| 9. März  | Volkmar von Anderten     | deutscher römisch-katholischer Geistlicher, Domherr in Lübeck |       |       |
| 24. März | Heinrich II. von Stammer | Bischof von Naumburg                                          |       |       |

## April
| Tag       | Name              | Beruf, bekannt als                                        | Alter | Beleg |
| --------- | ----------------- | --------------------------------------------------------- | ----- | ----- |
| 19. April | Hinrich Murmester | deutscher Jurist, Politiker und Bürgermeister von Hamburg |       |       |
| 30. April | Ichijō Kaneyoshi  | dreimaliger japanischer Regent, Poet und Gelehrter        | 78    |       |

## Mai
| Tag     | Name            | Beruf, bekannt als                   | Alter | Beleg |
| ------- | --------------- | ------------------------------------ | ----- | ----- |
| 3. Mai  | Mehmed II.      | osmanischer Sultan                   | 49    |       |
| 10. Mai | John Wingfield  | englischer Ritter                    |       |       |
| 21. Mai | Christian I.    | König von Dänemark (1448–1481)       | 55    |       |
| 26. Mai | Johannes Berger | deutscher Geistlicher und Augustiner |       |       |

## Juli
| Tag      | Name              | Beruf, bekannt als     | Alter | Beleg |
| -------- | ----------------- | ---------------------- | ----- | ----- |
| 31. Juli | Francesco Filelfo | italienischer Humanist | 83    |       |

## August
| Tag        | Name                  | Beruf, bekannt als                    | Alter | Beleg |
| ---------- | --------------------- | ------------------------------------- | ----- | ----- |
| 3. August  | Johannes von Köln     | deutscher Baumeister der Gotik        |       |       |
| 9. August  | Georg von Schechingen | Abt des Klosters Auhausen             |       |       |
| 28. August | Alfons V.             | König von Portugal aus dem Hause Avis | 49    |       |

## September
| Tag           | Name                   | Beruf, bekannt als                                                                              | Alter | Beleg |
| ------------- | ---------------------- | ----------------------------------------------------------------------------------------------- | ----- | ----- |
| 3. September  | Amalie von Brandenburg | Pfalzgräfin und Herzogin von Zweibrücken und Veldenz                                            | 19    |       |
| 5. September  | Johann I.              | Herzog von Kleve (1448–1481), Graf von der Mark (1461–1481) und Herr von Ravenstein (1448–1481) | 62    |       |
| 21. September | Bartolomeo Platina     | italienischer Humanist und Bibliothekar                                                         |       |       |

## November
| Tag          | Name                                 | Beruf, bekannt als                                                      | Alter | Beleg |
| ------------ | ------------------------------------ | ----------------------------------------------------------------------- | ----- | ----- |
| 7. November  | Barbara von Brandenburg              | Markgräfin von Mantua                                                   |       |       |
| 17. November | Martin Mair                          | bayerischer Humanist und Staatsmann                                     |       |       |
| 19. November | Anne Mowbray, 8. Countess of Norfolk | englische Adlige, 8. Countess of Norfolk, später Duchess of und Norfolk | 8     |       |

## Dezember
| Tag          | Name        | Beruf, bekannt als                  | Alter | Beleg |
| ------------ | ----------- | ----------------------------------- | ----- | ----- |
| 12. Dezember | Ikkyū Sōjun | japanischer Zen-Meister und Dichter | 87    |       |

## Datum unbekannt
| Tag                           | Name                  | Beruf, bekannt als                                                                           | Alter | Beleg |
| ----------------------------- | --------------------- | -------------------------------------------------------------------------------------------- | ----- | ----- |
| zwischen Oktober und Dezember | Jean Damas            | burgundischer Hofbeamter und Militär                                                         |       |       |
|                               | Gö Lotsawa            | tibetischer Historiker                                                                       |       |       |
|                               | Gottschalk Hollen     | deutscher Augustinerprediger                                                                 |       |       |
|                               | Adolf Greverade       | Kaufmann und Ratsherr der Hansestadt Lübeck                                                  |       |       |
|                               | Karl V.               | Graf von Maine, Mortain, Gien und Guise, Herzog von Anjou, Graf von Provence und Forcalquier |       |       |
|                               | Lekë Dukagjini        | albanischer Fürst                                                                            |       |       |
|                               | Niccolò Malermi       | italienischer Kamaldulenser-Mönch und Bibelübersetzer                                        |       |       |
|                               | Petruccio de Migliolo | italienischer römisch-katholischer Bischof                                                   |       |       |
|                               | Sano di Pietro        | italienischer Maler                                                                          |       |       |
|                               | Johannes von Ow       | Herrenmeister                                                                                |       |       |
|                               | Luca della Robbia     | italienischer Bildhauer                                                                      |       |       |
|                               | Sai Tia Kaphut        | König von Lan Chang                                                                          |       |       |
|                               | Guiniforte Solari     | italienischer Architekt und Bildhauer                                                        |       |       |
|                               | Johann von Wesel      | Theologe                                                                                     |       |       |
|                               | Gilbert Debenham      | englischer Ritter                                                                            |       |       |